# اریکا ال. پیرس
اریکا ال. پیرس (انگلیسی: Erika L. Pearce؛ زادهٔ ۱۹۷۲) دانشمند در زمینه ایمنی‌شناسی و سوخت‌وساز اهل ایالات متحده آمریکا است.